# Cernomorți
Cernomorți (în bulgară Черноморци, în română Ismail) este un sat în partea de nord-est a Bulgariei. Aparține de Obștina Șabla, Regiunea Dobrici, Dobrogea de Sud.
Între anii 1913-1940 a făcut parte din plasa Casim a județului Caliacra, România.

## Demografie
Componența etnică a satului Cernomorți
     Bulgari (81,48%)
     Romi (18,51%)
     Nicio identificare (0%)
     Altele (0%)
La recensământul din 2011, populația satului Cernomorți era de 81 locuitori. Din punct de vedere etnic, majoritatea locuitorilor (81,48%) erau bulgari, cu o minoritate de romi (18,51%). Pentru 0,0% din locuitori nu este cunoscută apartenența etnică.